# J.C. Snead
Jesse Carlyle "J.C." Snead (født 14. oktober 1940, død 25. april 2025) var en amerikansk professionel golfspiller som vandt talrige turneringer i både PGA Tour og Champions Tour. Snead var nevø til Sam Snead.